# Matt Chessé
Matthew Chessé (San Francisco, 27 ottobre 1965) è un montatore statunitense, noto soprattutto per il suo sodalizio artistico col regista Marc Forster.
Nel 2005 è stato candidato all'Oscar al miglior montaggio per Neverland - Un sogno per la vita.

## Biografia
Esordisce nel 2000 al montaggio di Everything Put Together (Tutto sommato) di Marc Forster, un film indipendente girato in video digitale che Chessé si offre di montare gratis, avendo a disposizione una cabina di montaggio con AVID.  Il risultato colpisce così tanto il regista da spingerlo a richiamarlo l'anno seguente, quando si trova a dirigere Monster's Ball - L'ombra della vita per la Lionsgate; Forster metterà per iscritto nel proprio contratto la presenza di Chessé come necessaria e non negoziabile. In seguito al successo di Monster's Ball, i due tornano a collaborare in Neverland - Un sogno per la vita (2004), durante la cui post-produzione Forster riesce a difendere la posizione di Chessé dalla notoriamente intrusiva Miramax: quest'ultimo, dal canto suo, viene candidato all'Oscar al miglior montaggio per il suo operato, che include la paternità di molte scelte artistiche, come l'ultima inquadratura del film.
Da allora, Chessé monterà quasi ininterrottamente e senza eccezione tutti i lungometraggi di Forster, tra cui Il cacciatore di aquiloni (2007),  il film di James Bond Quantum of Solace (2008) e World War Z (2013).

## Filmografia

### Cinema
- Everything Put Together (Tutto sommato) (Everything Put Together), regia di Marc Forster (2000)
- Ellie Parker, regia di Scott Coffey - cortometraggio (2001)
- Monster's Ball - L'ombra della vita (Monster's Ball), regia di Marc Forster (2001)
- Neverland - Un sogno per la vita (Finding Neverland), regia di Marc Forster (2004)
- Ellie Parker, regia di Scott Coffey (2005)
- Stay - Nel labirinto della mente (Stay), regia di Marc Forster (2005)
- Vero come la finzione (Stranger Than Fiction), regia di Marc Forster (2006)
- Il cacciatore di aquiloni (The Kite Runner), regia di Marc Forster (2007)
- Quantum of Solace, regia di Marc Forster (2008)
- Warrior, regia di Gavin O'Connor (2011)
- Machine Gun Preacher, regia di Marc Forster (2011)
- World War Z, regia di Marc Forster (2013)
- Fort Bliss, regia di Claudia Myers (2014) - anche produttore esecutivo
- The Best of Me - Il meglio di me (The Best of Me), regia di Michael Hoffman (2014)
- Regali da uno sconosciuto - The Gift (The Gift), regia di Joel Edgerton (2015) - montatore aggiuntivo
- Money Monster - L'altra faccia del denaro (Money Monster), regia di Jodie Foster (2016)
- Bunker77, regia di Takuji Masuda - documentario (2016)
- Ritorno al Bosco dei 100 Acri (Christopher Robin), regia di Marc Forster (2018)
- Music, regia di Sia (2021)
- Sweet Girl, regia di Brian Andrew Mendoza (2021)
- Wonder: White Bird (White Bird: A Wonder Story), regia di Marc Forster (2022)
- Non così vicino (A Man Called Otto), regia di Marc Forster (2022)

### Televisione
- Tyrant – serie TV, episodio 1x01 (2014)

## Riconoscimenti
- Premio Oscar
  - 2005 - Candidatura al miglior montaggio per Neverland - Un sogno per la vita
- American Cinema Editors
  - 2005 - Candidatura al miglior montaggio di un lungometraggio drammatico per Neverland - Un sogno per la vita
- Satellite Award
  - 2008 - Candidatura al miglior montaggio per Quantum of Solace
  - 2011 - Candidatura al miglior montaggio per Warrior